# Buchrücken

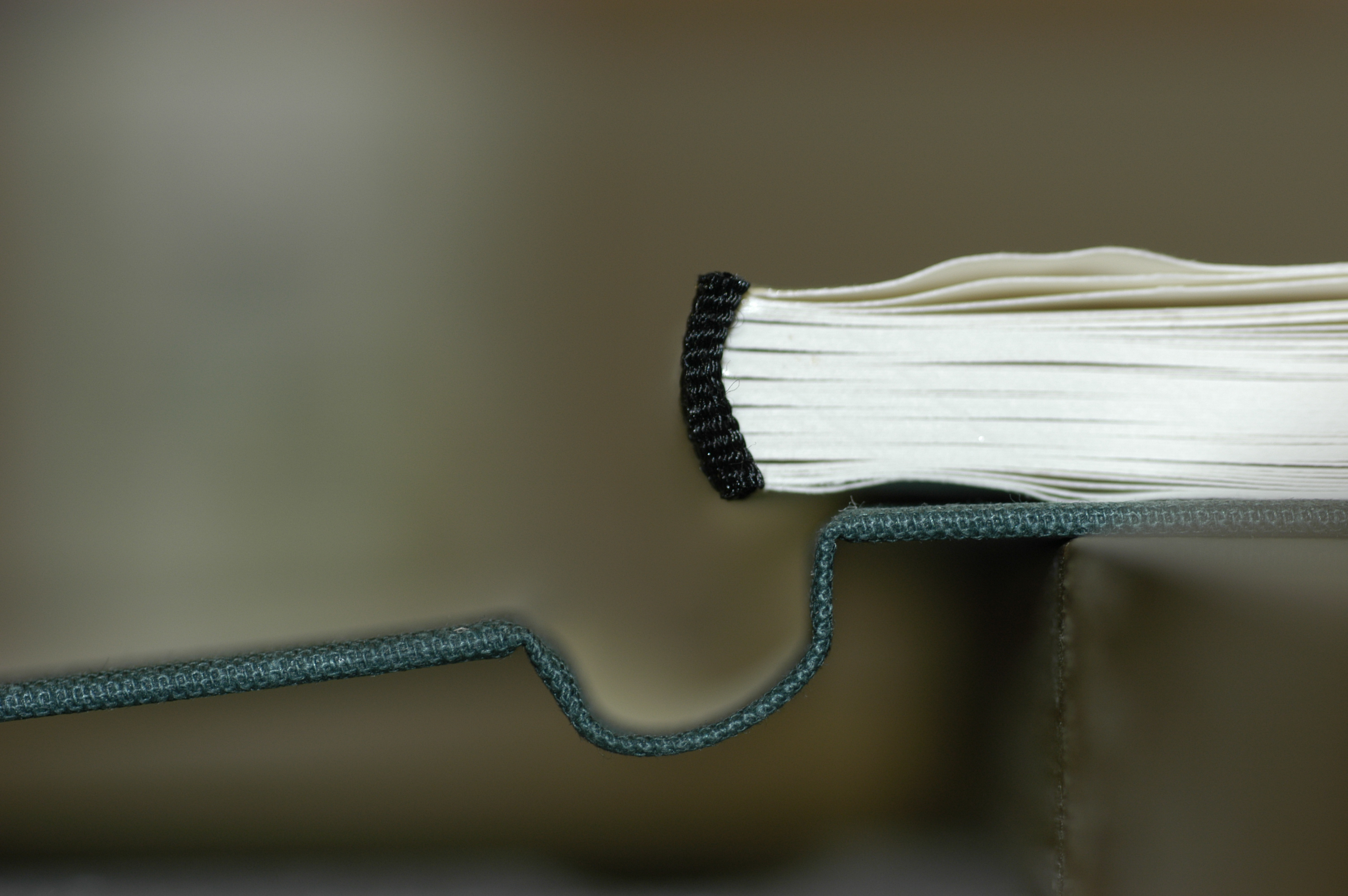
Die Buchdeckelwölbung um den Buchblock bildet den Buchrücken.

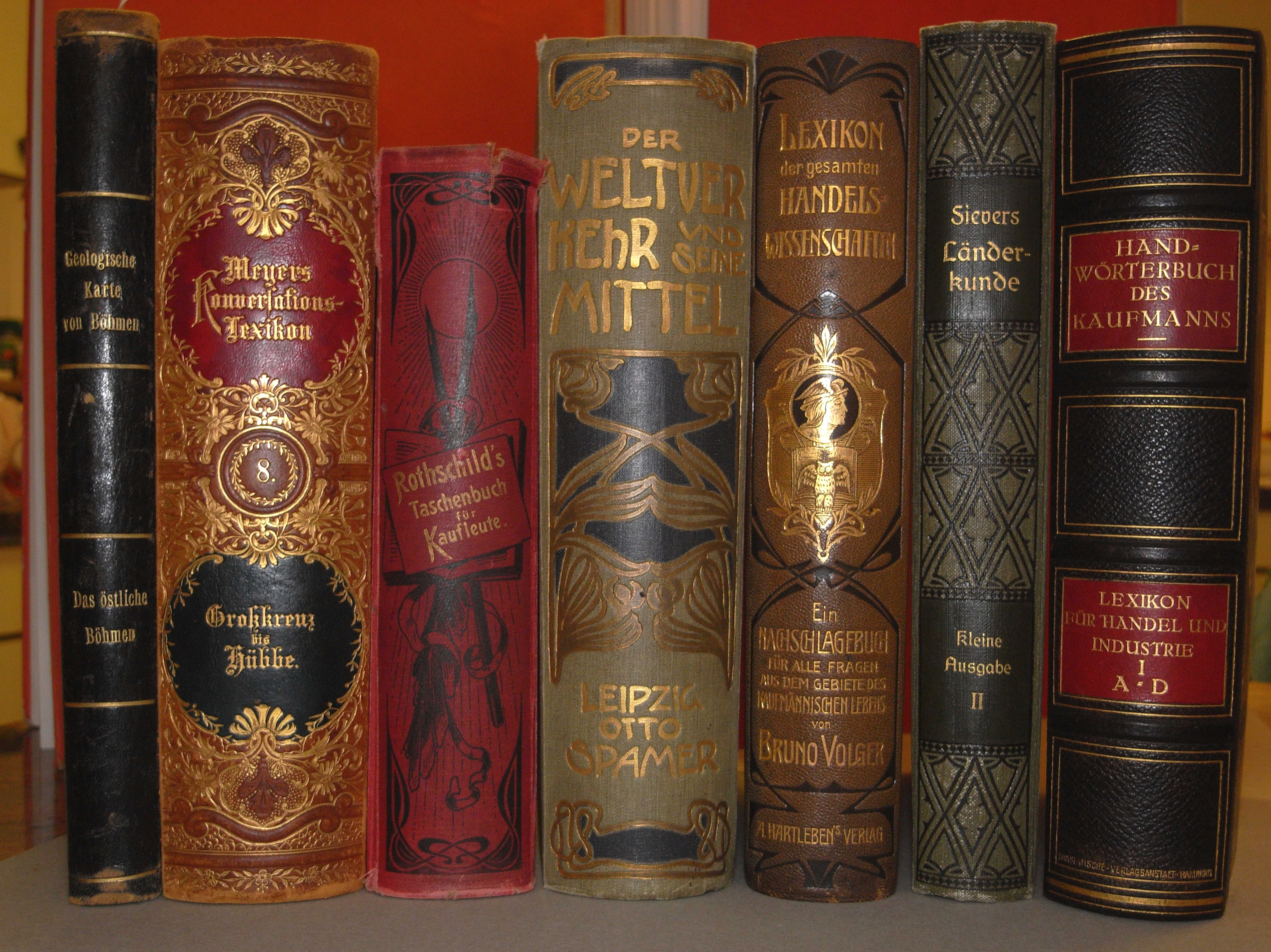
Buchrücken mit Rückentitel

Der Buchrücken ist die schmale Seite eines Buches, an der der Buchblock am Einband befestigt ist. Das obere Ende des Buchrückens ist der Kopf, das untere Ende wird als Schwanz bezeichnet.
Bei gebundenen Büchern mit festem Umschlag ist der Rücken meist scharnierähnlich mit den Buchdeckeln verbunden. Der Buchblock wird dabei von innen am Bundsteg eingehängt, gewöhnlich über das Einfügen einer Hülse. So bildet der Rücken eine Schutzkappe, die gleichzeitig die Deckel stabilisiert und somit eine saubere und feste Verbindung garantiert.
Beim Taschenbuch ist der Rücken in der Regel fest mit dem Buchblock verklebt. Da diese Befestigung nahezu unflexibel ist, werden hierbei für den Einband meist biegsame Materialien eingesetzt. Diese Art der Buchbindung wird Broschur genannt.
Der Buchrücken kann gerundet oder gerade sein und trägt meist eine Beschriftung, die Autor, Titel und Verlag des Buches benennt.

## Beschriftung
Bei aufgestelltem Buch kann die Schrift entweder senkrecht oder waagerecht, d. h. parallel zum Buchrückenfalz oder senkrecht dazu, ausgeführt sein.
Eine falzparallele Beschriftung ist in Deutschland, Frankreich und Italien in der Mehrzahl der Fälle von unten nach oben (also mit nach links geneigtem Kopf), in englischsprachigen Ländern von oben nach unten (mit nach rechts geneigtem Kopf) zu lesen. Liegend zu lagernde Bücher aus dem kontinentaleuropäischen Raum, bei denen die Rückenbeschriftung lesbar sein soll, werden daher mit der Titelseite nach unten abgelegt. Die Beschriftung von unten nach oben ermöglicht, dass beim Herausziehen eines Buches aus dem Regal mit der linken Hand (sodass die Vorderseite des Buches sichtbar wird) das Buch bequem um 90° im Uhrzeigersinn gedreht werden kann, um den Buchrücken zu lesen. Diese Art der Beschriftung erleichtert das Auffinden eines Titels im Vertikalstapel (Bücherregal).
Die Beschriftung von oben nach unten gestattet hingegen eine horizontale Lagerung des Buches und insbesondere von Zeitschriftenstapeln, bei der die erste Umschlagseite, also die Titelseite einer Zeitschrift, bzw. die äußere Umschlagseite des Frontdeckels eines Buches, und der Buch- bzw. ein beschrifteter Zeitschriftenrücken zugleich auf einfache Weise lesbar sind. Dies erleichtert das Auffinden eines bestimmten Titels in einem Horizontalstapel erheblich.
Eine internationale Norm (ISO 6357 “Spine titles on books and other publications”, dt. „Titel auf Rücken von Büchern und anderen Publikationen“) für die Beschriftungsrichtung hat sich nicht durchgesetzt.